# عدد أيزنشتاين الصحيح

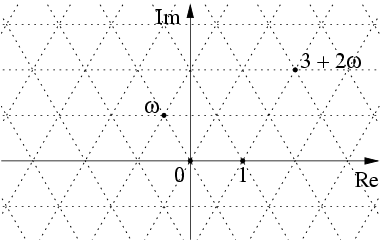
أعداد أيزنشتاين الطبيعية هي نقاط التقاطع في هاته الشبكة المثلثية في المستوى العقدي

في الرياضيات، أعداد أيزنشتاين الصحيحة (المسماة هكذا نسبة لعالم الرياضيات غوتهولد أيزنشتاين)، و المعروفة أيضا باسم الأعداد الأويلرية (نسبة إلى ليونهارد أويلر) هي أعداد مركبة تكتب على الشكل التالي :
{\displaystyle z=a+b\omega \,\!}
حيث a و b عددان طبيعيان و
{\displaystyle \omega ={\frac {1}{2}}(-1+i{\sqrt {3}})=e^{2\pi i/3}}.